# Спадщина (фільм, 1984)
«Спадщина» (рос. «Наследство») — радянський художній фільм 1984 року, знятий режисером Георгієм Натансоном на кіностудії «Мосфільм».

## Сюжет
Події відбуваються у Москві у 1980-ті роки і оповідають про взаємини трьох поколінь у сім'ї генерала у відставці, онук якого, не поступивши до інституту, призивається до армії. Служба на кордоні його не розчаровує, і хлопець вирішує продовжити сімейну традицію.

## У ролях
- Леонід Марков — Павло Миколайович Недосєкін, генерал у відставці, ветеран війни
- Зінаїда Дехтярьова — Любов Петрівна, дружина генерала Недосєкіна
- Ірина Мірошниченко — Варвара Шумова, дочка генерала, мати Сашка
- Юрій Васильєв — Костянтин Шумов, чоловік Варвари
- Петро Глєбов — Михайло Олександрович Столєтов, генерал, друг Недосєкіна, ветеран війни
- Галина Попова — Галина Столетова, дружина генерала, ветеран війни
- Володимир Широков — Олександр Недосєкін, онук генерала, син Варвари та Костянтина
- Алефтіна Євдокимова — Тереза, подруга Варвари
- Петро Щербаков — Євген Картузов, полковник, друг Недосєкіна, ветеран війни
- Сергій Бистрицький — Петро Гавриленко, однокласник Олександра Недосєкіна
- Анатолій Голик — Василь, друг Костянтина Шумова
- Олександр Домогаров — Слава, однокласник Олександра Недосєкіна
- Олена Образцова — артистка в опері
- Йосип Кобзон — епізод
- Микола Гнатюк — співак у ресторані
- Тетяна Лейбель — танцівниця у ресторані
- Володимир Никольський — танцюрист у ресторані
- Валентина Воїлкова — Клава, перукар, знайома Славика
- Сергій Десницький — знайомий Варвари
- Людмила Конигіна — нова дружина Костянтина
- Сергій Мартинов — артист в опері
- Володимир Ткалич — знайомий Терези
- Степан Старчиков — капітан
- Марина Євтєєва — адміністратор у перукарні
- І. Ситников — епізод
- Євген Жуков — співробітник

## Знімальна група
- Режисер — Георгій Натансон
- Сценаристи — Анатолій Софронов, Георгій Натансон
- Оператор — Віктор Якушев
- Композитор — Оскар Фельцман
- Художник — Саїд Меняльщиков